# 周泽奇
周泽奇（1997年9月18日—），湖南人，中国男子羽毛球运动员，前中國國家羽毛球隊隊員。

## 選手生涯
2018年5月，周泽奇出戰澳洲羽毛球公開賽，拿得男子單打比賽亞軍。同年11月，在澳門羽毛球公開賽再奪男單亞軍。
2021年，周泽奇於陝西全運會选择退役，并在北京一家羽毛球俱乐部从事教练工作。

## 主要比賽成績
只列出曾進入準決賽的國際賽事成績：
| 年份   | 賽事             | 公開賽級別 | 項目     | 成績 |
| ------ | ---------------- | ---------- | -------- | ---- |
| 2018年 | 澳洲羽毛球公開賽 | 超級300賽  | 男子單打 | 亞軍 |
| 2018年 | 澳門羽毛球公開賽 | 超級300賽  | 男子單打 | 亞軍 |

| 2018-2026年 | 總決賽 | 超級1000賽 | 超級750賽 | 超級500賽 | 超級300賽 | 超級100賽 | 國際挑戰賽 | 國際系列賽 | 未來系列賽 | 其他 |